# Dolac, Novi Pazar
Dolac (izvirno srbsko Долац) je naselje v Srbiji, ki upravno spada pod Mesto Novi Pazar; slednja pa je del Raškega upravnega okraja.

## Demografija
V naselju živi 69 polnoletnih prebivalcev, pri čemer je njihova povprečna starost 45,2 let (39,9 pri moških in 51,7 pri ženskah). Naselje ima 28 gospodinjstev, pri čemer je povprečno število članov na gospodinjstvo 3,11.
To naselje je popolnoma srbsko (glede na rezultate popisa iz leta 2002).
|  |

| Demografija | Demografija     | Demografija     |
| Leto        | Št. prebivalcev | Št. prebivalcev |
| ----------- | --------------- | --------------- |
|             |                 |                 |
|             |                 |                 |
|             |                 |                 |
|             |                 |                 |
| 1948        | 207             |                 |
| 1953        | 218             |                 |
| 1961        | 221             |                 |
| 1971        | 189             |                 |
| 1981        | 147             |                 |
| 1991        | 112             | 111             |
| 2002        | 95              | 87              |
|             |                 |                 |

| Etnična sestava po popisu iz leta 2002 | Etnična sestava po popisu iz leta 2002 | Etnična sestava po popisu iz leta 2002 | Etnična sestava po popisu iz leta 2002 | Etnična sestava po popisu iz leta 2002 |
| -------------------------------------- | -------------------------------------- | -------------------------------------- | -------------------------------------- | -------------------------------------- |
| Srbi                                   | Srbi                                   |                                        | 87                                     | 100,0%                                 |
| Neznano                                | Neznano                                |                                        | 0                                      | 0,0%                                   |